# Nélson Veríssimo
Nélson Veríssimo, né le 17 avril 1977 à Vila Franca de Xira au Portugal, est un footballeur portugais, reconverti entraîneur. Il est l’actuel entraîneur de l’équipe B du Benfica Lisbonne.

## Palmarès
Avec le Benfica Lisbonne :
- Vainqueur de la Coupe du Portugal en 1996

Avec le Vitória Setúbal :
- Vainqueur de la Coupe du Portugal en 2005